# Godziesze Wielkie (gromada)
Godziesze Wielkie – dawna gromada, czyli najmniejsza jednostka podziału terytorialnego Polskiej Rzeczypospolitej Ludowej w latach 1954–1972.
Gromady, z gromadzkimi radami narodowymi (GRN) jako organami władzy najniższego stopnia na wsi, funkcjonowały od reformy reorganizującej administrację wiejską przeprowadzonej jesienią 1954 do momentu ich zniesienia z dniem 1 stycznia 1973, tym samym wypierając organizację gminną w latach 1954–1972.
Gromadę Godziesze Wielkie z siedzibą GRN w Godzieszach Wielkich utworzono – jako jedną z 8759 gromad na obszarze Polski – w powiecie kaliskim w woj. poznańskim, na mocy uchwały nr 22/54 WRN w Poznaniu z dnia 5 października 1954. W skład jednostki weszły obszary dotychczasowych gromad Godziesze Wielkie, Godziesze Małe i Godzieszki ze zniesionej gminy Godziesze, a także obszar dotychczasowej gromady Zajączki Bankowe oraz jedno gospodarstwo (31 ha) z dotychczasowej gromady Wrząca ze zniesionej gminy Ostrów Kaliski – w tymże powiecie. Dla gromady ustalono 22 członków gromadzkiej rady narodowej.
29 lutego 1956 do gromady Godziesze włączono miejscowość Biała z gromady Kakawa-Kolonia w tymże powiecie.
1 stycznia 1959 do gromady Godziesze Wielkie włączono miejscowość Takomyśle ze znoszonej gromady Cienia II w tymże powiecie.
1 stycznia 1960 do gromady Godziesze Wielkie włączono obszar zniesionej gromady Stobno Wieś oraz miejscowości Kakawa-Kolonia i Kolano-Świerczyna ze zniesionej gromady Kakawa Kolonia w tymże powiecie.
31 grudnia 1971 do gromady Godziesze Wielkie włączono obszar zniesionej gromady Wola Droszewska w tymże powiecie.
Gromada przetrwała do końca 1972 roku, czyli do kolejnej reformy gminnej. 1 stycznia 1973 w powiecie kaliskim reaktywowano gminę Godziesze Wielkie (do 1954 funkcjonującą pod nazwą gmina Godziesze).